# Paralithodes
Paralithodes is een geslacht van kreeftachtigen uit de klasse van de Malacostraca (hogere kreeftachtigen).

## Soorten
- Paralithodes brevipes (H. Milne Edwards & Lucas, 1841)
- Paralithodes californiensis (Benedict, 1895)
- Paralithodes camtschaticus (rode koningskrab) (Tilesius, 1815)
- Paralithodes platypus (Brandt, 1850)
- Paralithodes rathbuni (Benedict, 1895)